# Balogh Zoltán (labdarúgó, 1967)
Balogh Zoltán (Budapest, 1967. április 10.  –) egyszeres magyar kupa-győztes labdarúgó.

## Pályafutása
1985-ben szerepelt először NB. I-es mérkőzésen. Két sikeres évadot töltött Újpesten, ahol ugyan abban az évben bajnoki ezüstérmet és magyar kupát is nyert. Ezt követően Vácra igazolt, majd három évet követően a BVSC-hez. 1992-ben az NB. II-es Dorogban folytatta, ahol a bajnokság utolsó fordulójában bukták el az NB. I-be jutás esélyét. A következő évadtól ismét élvonalbeli klub, a Csepel SC következett. Az 1994-es évet követően többet már nem játszott első osztályú klubokban. Pályafutása végén harmadosztályú egyesületeket erősített.

## Sikerei, díjai

### Az Újpest játékosaként
- Magyar bajnokság
  - 2.: 1986–87
- Magyar kupa
  - győztes: 1987

### A Dorog játékosaként
- Szuper Kupa Nemzetközi Teremlabdarúgó Torna-győztes (1993)
- Fair Play-díj (1992)